# نورتون شرقی
نورتون شرقی (به انگلیسی: East Norton) یک روستا، آبادی و محله مدنی در بریتانیا است که در Harborough واقع شده‌است. نورتون شرقی ۹۴ نفر جمعیت دارد.